# مسهر
المُسْهِر أو المُزْقَة أو الحسيني أو هزار أزرق الزور[بحاجة لمصدر] (الاسم العلمي: Luscinia  svecica) (بالإنجليزية: Bluethroat)‏ هو طائر ينتمي إلى فصيلة صائدات الذباب (فصيلة: Muscicapidae).

## الوصف
طائر صغير الجثة طوله نحو ١٥ سم. ثوبه متراكب الألوان الجميلة التنسيق والزخرفة. عنقه مقلد بالأزرق.

## السلوك والغذاء
وهو من القواطع يجوب البلاد في طلب الزرق. قوته الحشرات والديدان وبعض الثمار العنبية التي تدرك في الخريف.

## المسكن
يألف المناقع ومجاري الماء وضفاف البحيرات.

## التكاثر
يدثن أفحوصه بين الأدغال وفي المقاصب. أنثاه تحضن من أربع إلى ست بيضات نحو خمسة عشر يومًا

## معرض صور

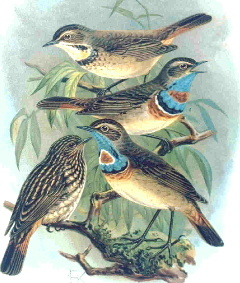
صورة توضيحة
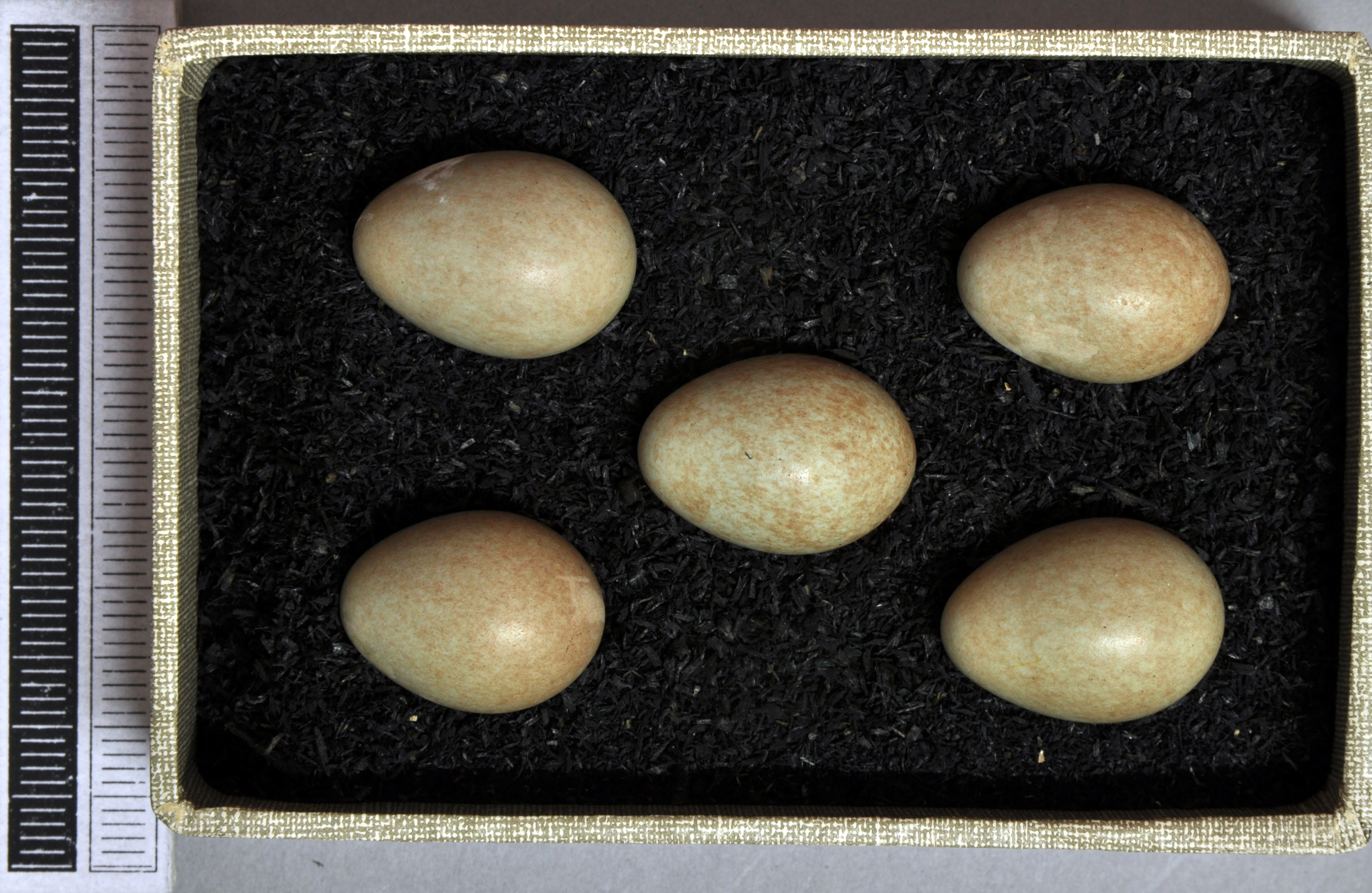
البيض
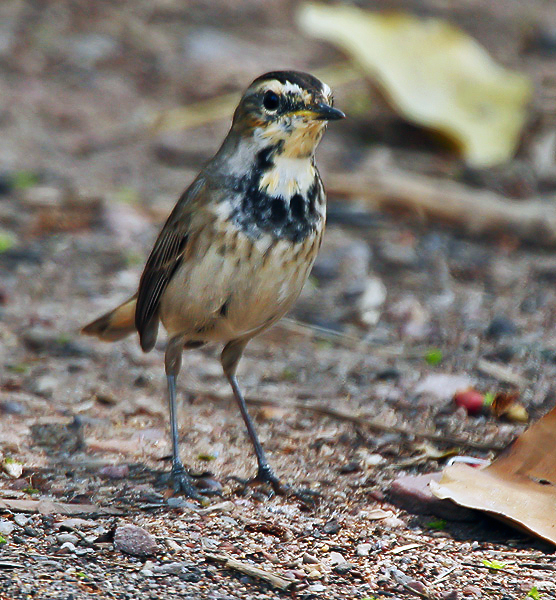
أنثى
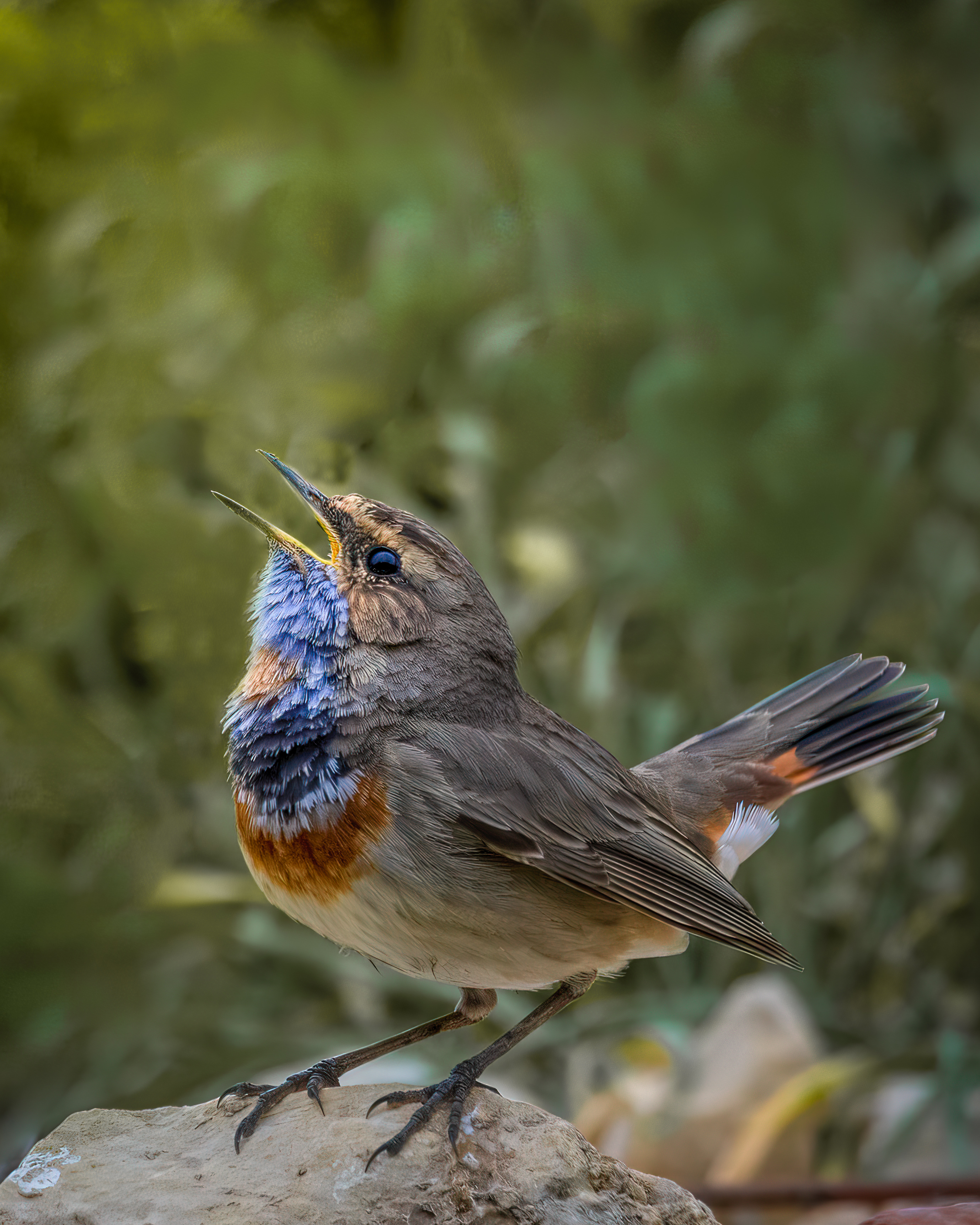
ازرق الزور